# Dmitri Koloupaïev
Pour les articles homonymes, voir Koloupaïev.
Dmitri Koloupaïev (en russe : Колупаев,  Дмитрий Антонович, né le 20 octobre 1883 dans l'Empire russe et mort le 27 mai 1954  à Moscou en République socialiste fédérative soviétique de Russie est un peintre, un Chef décorateur et un Directeur artistique soviétique.

## Biographie
Après avoir étudié à l'École de peinture, de sculpture et d'architecture de Moscou avec pour professeurs Constantin Korovine et Sergueï Malioutine, il travaille comme décorateur au Théâtre d'art de Moscou et au Théâtre libre de Moscou (ru). En 1923, il expose avec les Ambulants et en 1938 participe dans la capitale à l'exposition consacrée au 20e anniversaire de l'Armée rouge des travailleurs et des paysans. Il est également présent à de nombreuses expositions en province et à l'étranger . À partir de 1916, il est employé comme décorateur et directeur artistique pour de nombreux films produits par Mezhrabpomfilm, Mezhrabpom-Rus, Lenfilm, Mosfilm et Goskino.
En 1955, il expose ses peintures, en grande majorité des huiles sur toile, parfois sur carton, ayant pour sujet des paysages de la campagne russe et des scènes de genre : jour de marché, Célébration de la nouvelle année par des enfants, Groupe d'écoliers en promenade,... dans des formats rectangulaires dont la longueur est légèrement supérieure au mètre pour les scènes de genre.

## Filmographie
Les titres qui ne sont pas en retrait sont des titres fournis par la traduction automatique. Les autres comme Le Démon des steppes ou Le Village du péché ont été projetés en France sous ce titre.
- 1916 : Celui qui se fait gifler, (Тот, кто получает пощёчины) d'Aleksandr Ivanov-Gaï et I. Chmidt.
- 1924 : Le Starets Vassili Griaznov , (Старец Василий Грязнов) de Tcheslav Sabinski.
  - 1925 : La croix et le mauser, (Крест и Маузер) de Vladimir Gardine.
- 1925 : Réserves d'or, (Золотой запаc) de Vladimir Gardine.
- 1925 : Coopérateur spondik, (Шпундик-кооператор ) de Boris Svetozarov (ru).
  - 1926 : La Baie de la mort, (Бухта смерти) d'Abram Room.
  - 1926 : Le Démon des steppes, (Betep) de Tcheslav Sabinski et Lev Cheffer [3].
- 1926 : Remboursement (« Pour quoi ?»), (Расплата («За что?») de Valéry Inkijinoff.
  - 1927 : Le Baiser de Mary Pickford, (Поцелуй Мэри Пикфорд) de Sergueï Komarov.
- 1927 : Ania (« Le Secret d'Ania Gaï »), (Аня («Тайна Ани Гай») d'Ivan Pravov et d'Olga Preobrajenskaïa.
- 1927 : Une tasse de thé, (Чашка чая), de Nikolaï Chpikovski.
  - 1927 : Contre la volonté des pères, ((Против воли отцов) d'Evgueni Ivanov-Barkov (ru) [4].
  - 1927 : Le Déluge, (Мабул), d'Evgueni Ivanov-Barkov et de D. Roudenski.
  - 1927 : Le Village du péché, (Бабы рязанские) d'Ivan Pravov et d'Olga Preobrajenskaïa.
- 1928 : Moulin chinois (« Test de mobilisation »), (Китайская мельница («Пробная мобилизация») de'Aleksandr Levchine.
- 1928 : Ville lumineuse, (Светлый город) d' Olga Preobrajenskaïa
- 1929 : Une étrangère (commérages, baba, jalousie), Посторонняя женщина («Сплетня», «Баба», «Ревность») d'Ivan Pyriev.
- 1930 : Nuisance majeure (Le Chariot en or), (Крупная неприятность (Золотая колесница) d'Alekseï Popov et de Mikhaïl Karostine.
  - 1931 : Le Don paisible , (Тихий Дон) d'Ivan Pravov.
- 1931 : Imbécile, imbécile !, (Дурень, ты Дурень!) d'Alexandre Medvedkine.
- 1932 : Vie gracieuse, (Изящная жизнь) de Boris Iourtsev (ru).
- 1933 : Une joie, (Одна радость) d'Ivan Pravov et d'Olga Preobrajenskaïa.
- 1933 : Trahison (« Agitprop bourgeoise »), Измена («Буржуазный агитпроп») de Iouri Vinokourov.
- 1935 : Sentiers ennemis, (Вражьи тропы) d'Ivan Pravov et d'Olga Preobrajenskaïa.

## Œuvres peintes
Ses œuvres sont exposées dans de nombreux musées régionaux, dans des collections privées et en vente dans des galeries d'Art.